# 井深俊郎
井深 俊郎 （いぶか としろう、- 2000年1月20日） は、日本の化学者。京都大学大学院薬学研究科教授や、京都大学評議員を務めた。

## 人物・経歴
1960年岐阜薬科大学卒業。1965年に京都大学大学院薬学研究科修了後、京都大学薬学部助手に着任。京都大学薬学部講師、京都大学薬学部助教授を経て、1996年京都大学薬学部教授。1997年京都大学大学院薬学研究科創薬科学専攻薬品分子化学分野担任。1998年京都大学評議員。ハスノハカズラからの新規アルカロイド類の単離や、先駆的な矢毒蛙アルカロイド等の全合成を行うなど、有機化学分野の研究で顕著な業績を挙げたが、在職中死去した。

## 主著
- 『Organocopper Reagents in Organic Synthesis』
- 『Organocopper Chemistry』（共著）
- 『The Alkaloids』（共著）